# Зандин
Занди́н (бур. Зангин) — улус в Мухоршибирском районе Бурятии. Входит в сельское поселение «Цолгинское».

## География
Расположен в пределах Тугнуйско-Сухаринской впадины, в южной части Бурятии, в 18 км к востоку от центра сельского поселения, улуса Цолга, в 3 км к северу от автодороги местного значения Мухоршибирь — Балта. Расстояние до районного центра, села Мухоршибирь — 35 км.
Уличная сеть
Северная улица, Улица 70 лет Октября, Центральная улица, Восточная улица.

## Население
| 2002 | 2010 |
| ---- | ---- |
| 74   | ↘58  |